# Janet Gibson
Janet Gibson là nhà sinh học người Belize. Bà đã được thưởng Giải Môi trường Goldman năm 1990 cho những nỗ lực bảo tồn các hệ sinh thái biển bên ngoài bờ biển Belize, đặc biệt là hệ thống rạn san hô. Rạn san hô Belize đã được UNESCO xếp vào loại Di sản thế giới năm 1996, thông qua nỗ lực của Gibson và những người khác. Bà hiện đang là giám đốc của Hiệp hội bảo tồn động vật hoang dã Belize.

## Tiểu sử
Janet Gibson đã được sinh ra ở Belize và giáo dục tại Hoa Kỳ như một nhà sinh vật học và động vật học. Vào giữa những năm 1980, bà bắt đầu làm việc như một tình nguyện viên cho Audubon Society Belize. Giữa năm 1985 và năm 1987, bà làm việc để thành lập khu dự trữ hệ sinh thái Hol Chan, vận động công dân, doanh nghiệp, ngư dân, và chính phủ của Belize để bảo vệ việc dự trữ và giáo dục về tính cần thiết của dự án. Bà đã phát triển một kế hoạch quản lý, làm việc để bảo đảm tài chính và chuyển sang dự án kế tiếp. Những nỗ lực của bà đã thành công và các khu bảo tồn chính thức được thành lập vào năm 1987  và là khu bảo tồn đầu tiên của loại hình này ở Trung Mỹ. Khu dự trữ dài khoảng ba dặm và là một khu vực bảo vệ, cho phép cá mà trước đó đã bị cạn kiệt để tái tạo và cung cấp nhiều loại cá cho thợ lặn trải nghiệm. Năm 1990, bà đã được trao giải môi trường Goldman cho những nỗ lực bảo tồn của mình hệ thống hàng rào đá ngầm.
Năm 1988, bà đã chuẩn bị dự thảo Kế hoạch Quản lý Reef Atoll của Glover  và bắt đầu nỗ lực để bảo đảm tốt việc dự trữ cho Glover's Reef. Năm 1990, bà đã giúp thành lập một Ban quản lý vùng ven biển như là một phần của bộ phận thủy sản. Gibson gia nhập Hiệp hội bảo vệ động vật hoang dã (WCS) và vào năm 1993, những nỗ lực của họ, cùng với sự hỗ trợ các tổ chức khác đã đạt được một chỉ định như là một khu bảo vệ cho Belize. Gibson và người làm việc trong bảo vệ môi trường bắt đầu nhận ra rằng chỉ bảo vệ khu vực cá nhân là không đủ khi mà không có một phương pháp tiếp cận quản lý bảo vệ toàn bộ khu vực xung quanh, các nhân tố bên ngoài, như tảo sinh ra từ rác thải trồng cây ăn quả, khai thác quá mức tại các khu vực khác gây thiệt hại tài sản, hoặc chất cặn được tạo ra bởi việc mở rộng, đã có những tác động bất lợi. Cùng với các nhà chức trách, đại diện lâm nghiệp, các nhóm môi trường khác và công dân, vào năm 1993 một kế hoạch đã được thông qua để chính thức hóa bảo vệ các rạn san hô như một di sản thế giới tự nhiên trong một đề cử tiếp theo. Sau nhiều năm lập kế hoạch và làm việc, việc chỉ được cấp bởi UNESCO vào tháng năm 1996.
Gibson là giám đốc của Hiệp hội bảo tồn động vật hoang dã Belize và đã xuất bản nhiều công trình khoa học.

## Tác phẩm chọn lọc
- Guidelines For Developing A Coastal Zone Management Plan For Belize (1993, with Andrew Price) (ISBN 9782831701561)
- Gibson, J. P.; Price, Andrew; Young, E. R.; World Conservation Monitoring Centre (1993). Guidelines for Developing a Coastal Zone Management Plan for Belize: The GIS Database. IUCN. ISBN 978-2-8317-0156-1.
- Gibson, Janet; McField, Melanie D.; Wells, Sue (1998). "Coral reef management in Belize: an approach through Integrated Coastal Zone Management".Ocean & Coastal Management. ElSevier Science Ltd. 39: 229–244. doi:10.1016/s0964-5691(98)00007-6.
- Gibson, Janet; Lizama, Dominique; Pomeroy, Robert (2005). "Establishing a Socioeconomic Monitoring Program for Glover's Reef Atoll, Belize". Belize City, Belize: Wildlife Conservation Society.
- Gibson, Janet, et. al (2006). "A Simple, Cost-Effective Method for Involving Stakeholders in Spatial Assessments of Threats to Biodiversity". Human Dimensions of Wildlife. Routledge Taylor & Francis Group. 11: 43–54. doi:10.1080/10871200500470993.
- Gibson, Janet P., et. al (2012). "Fishing down a Caribbean food web relaxes trophic cascades". Marine Ecology Progress Series. University of Exeter, Exeter, UK: Marine Spatial Ecology Lab. 445: 13–24. doi:10.3354/meps09450.
- Babcock, Elizabeth A.; Coleman, Robin; Karnauskas, Mandy; Gibson, Janet (2013). "Length–based indicators of fishery and ecosystem status: Glover's Reef Marine Reserve, Belize". Fisheries Research. ElSevier Science Ltd. 147: 434–445. doi:10.1016/j.fishres.2013.03.011.
- Groosman, Britt; Gibson, Janet (ngày 14 tháng 3 năm 2014). "European Union Fisheries Ban Ignores Belize Conservation Success Story Lưu trữ ngày 26 tháng 10 năm 2014 tại Wayback Machine". National Geographic. Lấy ngày 6 tháng 9 2015.